# WHATS'On
WHATS'On est un progiciel de gestion intégré destiné aux chaînes de radio et de télévision. Elle a été développée par la société belge MediaGeniX.
Initialement conçu par la Vlaamse Televisie Maatschappij en 1992 comme système de programmation pour la télévision linéaire, ce programme a été étoffé en 1999 et enrichi d’une fonction de programmation pour les chaînes de radio. Dans sa version la plus récente (20), WHATS’On  permet aussi de gérer la Vidéo à la demande, Lecture en continu, Podcasting et des chaînes thématiques.
Ce système de programmation est utilisé par des chaînes publiques parmi lesquelles Radio-Télévision belge de la Communauté française, Vlaamse Radio- en Televisieomroep, Westdeutscher Rundfunk, Norsk rikskringkasting, TG4, et par des chaînes commerciales comme TV 2 Danmark, TVN sans oublier certaines chaînes de ProSiebenSat.1 Media comme VT4, VijfTV, Kanal 5 et PrimaTV en Roumanie.
Au total, plus de 100 chaînes sont gérées à l’aide de WHATS’On.